# 24 Sjællandske
24 sjællandske var en lokal Tv-kanal der  drevet af Sjællandske Medier. Kanalen sendte lokale nyheder, via kabelnet, på Sjælland. Kanalen blev åbnet 30. oktober 2006, og sendte i byerne Næstved, Skælskør, Slagelse, Fensmark og Sorø på Stofas kabelnet. Studieværter er Suzanne Bjørn Madsen, Charlotte Illum, Lars Kejser og Jens Vadmand med flere.
Ved årskiftet 2013/2014 lukkede kanalen idet Stofa fjernede kanalen fra deres tv-pakke.